# Battaglia di Kostiuchnówka
La battaglia di Kostiuchnówka ebbe luogo dal 4 al 6 luglio 1916, vicino all'omonimo villaggio (attuale Kostjuchnivka) e il fiume Styr, nella Volinia, allora parte dell'Impero russo. Fu il più grande combattimento avvenuto tra l'esercito zarista e le legioni polacche (inglobate nell'esercito austro-ungarico) durante le fasi iniziali dell'offensiva Brusilov.
Le truppe polacche, stimate in 5 500-7 300 unità, fronteggiarono una forza russa numericamente superiore che le costrinse alla ritirata, ritirata che comunque costò ritardò gli uomini di Nicola II per il tempo necessario alle restanti unità austro-ungariche di ritirarsi in maniera ordinata.

## Situazione strategica
Nella prima guerra mondiale, le nazioni che si contendevano la Polonia erano costituite dall'Impero tedesco e austro-ungarico da un lato e dall'Impero russo dall'altro. Le legioni polacche, allineate con gli austro-ungarici, vennero istituite da Józef Piłsudski come strumento per ridare l'indipendenza politica alla Polonia.
Kostiuchnówka venne raggiunta per la prima volta dalle truppe polacche il 27 settembre 1915, durante l'avanzata degli Imperi centrali dell'estate-autunno 1915. Nell'autunno si verificarono duri combattimenti per il possesso della regione, con una battaglia che si svolse proprio a Kostiuchnówka tra il 3 ed il 10 novembre, comunque rimasta saldamente in mano polacca, tanto che alcuni luoghi iniziarono ad essere definiti, anche dagli stessi tedeschi ed austro-ungarici, "polacchi". Punti chiave della difesa del villaggio furono la "collina polacca" (Polska Góra), la vicina "foresta polacca" (Polski Lasek), un ponte sul fiume Garbach (il "ponte polacco", Polski Mostek) e una trincea nota come "ridotta di Piłsudski" (Reduta Piłsudskiego).
Gli uomini di Piłsudski costruirono varie strutture in legno per la difesa, la più grande delle quali, sede del quartier generale polacco, era conosciuta come "Legionowo". Verso la fine dell'autunno 1915, e fino alla primavera 1916, non si verificarono altri episodi di fuoco, fino a quando la calma venne interrotta dall'offensiva Brusilov nel giugno 1916, destinata a diventare il più grande successo russo della guerra e la più grave disfatta austro-ungarica.

## Forze in campo
Di fronte alle forze russe più numerose venne posta la II brigata delle legioni polacche, stanziata appena fuori Kostiuchnówka, a Gruziatyn e Hołzula. La I brigata teneva le linee avanzate ai piedi della collina polacca, con alla sua sinistra la III brigata, posizionata vicino al villaggio di Optowa; la ridotta di Piłsudski risultava la posizione polacca più vicina alle avanguardie russe (circa 50 m di distanza), nello specifico costituite dalle unità occupanti una ridotta chiamata "Il nido dell'aquila". Dietro la collina polacca stava in attesa la 128ª brigata del Regio esercito ungherese, a guardia del fianco destro polacco, mentre il fianco sinistro era sorvegliato dall'11ª divisione di cavalleria ungherese. Due linee di difesa arretrate vennero impostate dalla foresta polacca alla "foresta del genio militare" e dai villaggi di Nowe Kukle e Nowy Jastków a quello di Nowa Rarańcza, passando per il quartier generale di Legionowo. I soldati polacchi sono stati stimati in un numero variabile da 5 500 a 7 300 (6 500 fanti e 800 cavalieri), con 49 mitragliatrici, 15 mortai e 26 pezzi d'artiglieria.
I russi misero in campo unità in gran parte provenienti dal 46º corpo d'armata (110ª e 77ª divisione fanteria) per un totale di circa 23 000 fanti, 3 000 soldati a cavallo e 120 pezzi d'artiglieria.

## La battaglia
Iniziata il 6 giugno, l'offensiva russa concentrò le forze contro un fronte di 40 km da Kołki a Kostiuchnówka, con l'obiettivo di occupare le posizioni nemiche ed avanzare fino Kovel'. Data l'ostinata resistenza offerta dai polacchi, i russi fecero arrivare nel teatro di battaglia nuove unità, mossa che comunque non impedì ai polacchi di sferrare un contrattacco tra la notte dell'8 e 9 giugno che allontanò i russi.
Dopo un bombardamento preliminare di artiglieria, i russi tornarono all'attacco il 4 luglio. Circa 10 000 russi assaltarono le prime linee polacche, difese da circa 1 000 uomini (la restante parte era in riserva), ma dovettero desistere fermati dal fuoco delle mitragliatrici. Tuttavia, gli ungheresi vennero sloggiati dalle loro posizioni permettendo ai russi di avanzare sul fianco destro polacco, minacciando inoltre di conquistare la collina avendo così una posizione sopraelevata che dava un grande vantaggio tattico. Un contrattacco polacco non ebbe successo, aumentando invece il numero di perdite e costringendo gli stessi a riparare nella prima linea di difesa arretrata (nel caso degli uomini in prima linea) o nella seconda (nel caso delle forze situate nelle retrovie, attorno alla collina).
La notte tra il 4 e il 5 luglio vide un nuovo tentativo polacco di sfondare le linee russe, tentativo che non ebbe successo. Nello stesso giorno anzi i russi conquistarono terreno, nonostante avessero perso momentaneamente la collina polacca, subito riconquistata a causa dello scarso supporto fornito dagli ungheresi ai polacchi. Neanche i rinforzi tedeschi giunti sul posto, inviati dopo che Piłsudski ebbe informato il comando tedesco di un possibile cedimento delle linee, riuscirono a ristabilire la situazione. In ogni caso, il 6 luglio l'esercito russo sfondò in tutto il fronte coperto dagli Imperi centrali, obbligando anche i polacchi alla ritirata con circa 2 000 perdite subite nel campo di battaglia di Kostiuchnówka.

## Conseguenze
L'offensiva Brusilov venne fermata nell'agosto 1916 grazie a rinforzi fatti arrivare dal fronte occidentale. Nonostante fosseto state costrette a ritirarsi, le legioni polacche impressionarono sia i comandanti tedeschi che quello austro-ungarici, giocando un ruolo non marginale nella rifondazione (legge del 5 novembre) del Regno di Polonia per potenziare il reclutamento dei soldati polacchi. Le concessioni, nel complesso limitate, non soddisfecero Piłsudski, che passò alla Triplice intesa per favorire l'indipendenza polacca, venendo arrestato dai tedeschi che sciolsero anche le legioni polacche.
La battaglia è considerata una delle più grandi e violente a coinvolgere le legioni polacche durante la prima guerra mondiale.